# Film științifico-fantastic
Filmul științifico-fantastic este un gen de film care utilizează ficțiunea speculativă pe bază de reprezentări de fenomene care nu sunt neapărat acceptate de știința contemporană, cum ar fi: viața extraterestră în cultura populară; planete și civilizații extraterestre; călătorii în timp; roboți sofisticați, nave spațiale futuristice și alte tehnologii.
Filmul științifico-fantastic a fost adesea folosit pentru a oferi comentarii sociale sau politice, precum și de a explora probleme filozofice, cum ar fi condiția umană.

## Definiții. Particularități
Definirea cu precizie a filmelor ce aparțin genului științifico-fantastic este adesea dificilă, deoarece nu există o definiție universal acceptată a genului; dar acest tip de filme își au originea de cele mai  multe ori în literatură. 
Filmul științifico-fantastic este un gen de film care pune accentul pe realități, extrapolări sau pe știință speculativă și metode empirice, interacționează într-un context social cu cele mai variate aspecte de actualitate, cu transcendentalismul magiei și religiei, în încercarea de a concilia omul cu necunoscutul.
O caracteristică a genului este că un film științifico-fantastic poate fi combinat cu multe alte genuri, dar în mod special cu filmul horror ca în cazul producției Alien din 1979.
Scenaristul și cercetătorul Eric R. Williams identifică unsprezece super-genuri în taxonomia sa a scenariștilor, susținând că toate filmele narative de lungmetraj pot fi clasificate după aceste super-genuri. Aceste 11 super-genuri sunt de acțiune, polițist, fantastic, groază, romantism, științifico-fantastic, slice of life, sport, thriller, război și western.

## Istoric

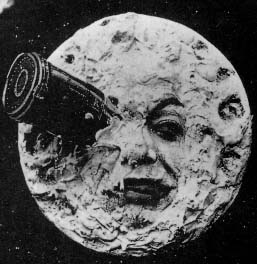
Voiajul în lună de Georges Méliès

Începuturile filmului științifico-fantastic coincid cu debutul celei de-a șaptea arte. Nou-născutul cinematograf a fost inventat nu doar pentru a aduce pe ecran scene din viața cotidiană, dar și ca un mijloc extraordinar și inovativ de prezentare a viselor și a fanteziilor oamenilor.
Deși genul SF s-a conturat abia la începutul anii ’50, primul film științifico-fantastic este considerat Voiajul în lună (Le voyage dans la Lune, 1902) realizat de Georges Méliès, în care prezintă o călătorie spre Lună a unei navete spațiale. Tot Georges Méliès este considerat și inventatorul efectelor speciale din cinematografie.
Câteva filme considerate aparținând genului științifico-fantastic și de groază: 
- Frankenstein (1910), o adaptare după romanul cu același nume scris de Mary Shelley;
- Dr. Jekyll and Mr. Hyde (1912);
- 20.000 leghe sub mări este un film științifico-fantastic ceva mai lung ca durată, care apare în 1916 și este bazat pe romanul cu același nume scris de Jules Verne;

În anii 1920, creatorii europeni de film au tendința de a utiliza filmul științifico-fantastic pentru predicții și comentarii sociale, așa cum reiese din filmele germane Metropolis (1927) sau Femeia în lună (1929). Metropolis este considerat primul film de lung metraj științifico-fantastic.

### Anii 1920-1950
Lista celor mai reprezentative filme:

Fritz Lang în anul 1950

- 1920: Cabinetul doctorului Caligari (germană: Das Cabinet des Dr. Caligari), film mut, în regia lui Robert Wiener, este considerat ca fiind unul din primele filme horror;
- 1921: Atlantida (franceză: L'Atlantide);
- 1921: Nosferatu, eine Symphonie des Grauens; în regia lui F.W. Murnau, ecranizare după romanul Dracula de Bram Stoker;
- 1924: Aelita, Paris qui dort;
- 1925: The Lost World, un film realizat după romanul omonim scris de Arthur Conan Doyle și care prezintă o poveste cu dinozauri; The Phantom of the Opera;
- 1927: Metropolis ( regia: Fritz Lang); acțiunea filmului se petrece în anul 2026, în zgârie-norii unui extraordinar oraș gotic de tip corporativ-stat. Societatea a fost împărțită în două grupuri rigide: planificatorii sau gânditorii, care trăiesc în lux la suprafața Pământului și lucrătorii care locuiesc în subteran, trudind din greu pentru a susține viața privilegiată a celor de sus...

Afișul filmului Metropolis, 1927

- 1928: Frau im Mond (regia: Fritz Lang);
- 1930: La fin du mond;
- 1931: Frankenstein;
- 1932: The Mask of Fu Manchu, Die herrin von Atlantis;
- 1933:  Island of Lost Souls; King Kong, cu Fay Wray, Robert Armstrong, Bruce Cabot. O echipă de filmare se duce pe o insulă tropicală  și descoperă o gorilă colosal de uriașă...
- 1935: The Lost City, The Bride of Frankenstein;
- 1936: Things to Come, Flash Gordon;
- 1940: Dr. Cyclops; (regia Ernest B. Schoedsack): Patru exploratori sunt chemați în Peru de fizicianul genial Dr Thorkel. Ei descoperă o sursă bogată de radiu, dar, pe jumătate nebun, dr Thorkel  le scade acestora de cinci ori dimensiune normala  atunci când cei patru amenință să oprească experimentul lui neortodox...
- 1942: The Mad Monster;
- 1944: The Lady and the Monster;
- 1948: Siren of Atlantis;
- 1949: Mighty Joe Young.
- 1950: Destination Moon, (un film de Irving Pichel): Un om de afaceri privat, face aranjamentele necesare pentru o expediție pe Lună, înainte ca rușii să ajungă acolo primii. Astronauții americani zboară pe Lună, stabilesc o bază, dar nu sunt siguri că mai au suficient combustibil pentru a reveni pe Pământ.

### Anii 1950-1970

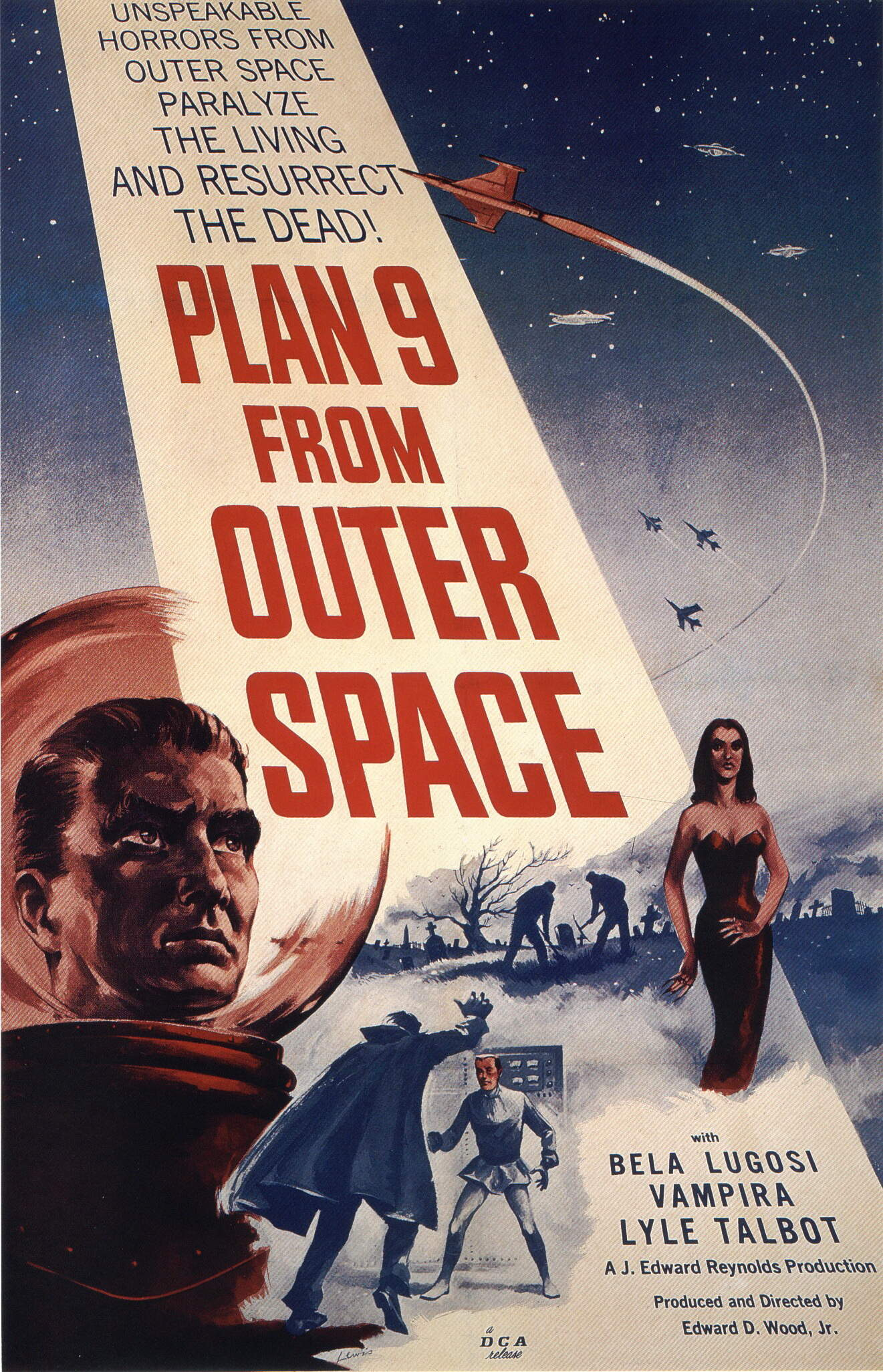
Plan 9 from Outer Space, 1959

- 1951: The Day the Earth Stood Still, un film de Robert Wise, The Thing from Another World, Când lumile se ciocnesc;
- 1953: Războiul lumilor, It came from Outer Space, Invaders from Mars;
- 1954: Them!, Creature from the Black Lagoon, 20.000 leghe sub mări, Godzilla;
- 1955: This Island Earth, The Quatermass Experiment, Tarantula;
- 1956: Forbidden Planet, Invazia jefuitorilor de trupuri, Earth vs. the Flying Saucers, World Without End;
- 1957: The Incredible Shrinking Man, The Monolith Monsters;
- 1958: The Fly, un film de Kurt Neumann, The Space Children, The Blob, I Married a Monster from Outer Space;
- 1959: Journey to the Center of the Earth, după romanul omonim al lui Jules Verne, Plan 9 From Outer Space, un film de Ed Wood. Deși citat ca fiind unul dintre cele mai proaste filme din istorie, este considerat totuși un cult.
- 1960: Mașina timpului, un film de George Pal; Village of the Damned;
- 1961: Atlantis, the Lost Continent;
- 1962: The Manchurian Candidate; The Damned; Dr. No;
- 1963: Children of the Damned; The Day of the Triffids;
- 1964: Dr. Strangelove, este un film  film realizat în  alb-negru în regia reputatului Stanley Kubrick, având în rolurile principale  pe Peter Sellers, George C. Scott, Sterling Hayden, Keenan Wynn și Slim Pickens. Dr. Strangelove satirizează Războiul Rece și armele nucleare. Narațiunea are în centrul său un general al Forțelor aeriene ale Statelor Unite, instabil psihic, care ordonă un prim atac nuclear asupra Uniunii Sovietice, în timp ce Președintele Statelor Unite cu consilierii săi militari și un ofițer britanic al Royal Air Force (RAF) încearcă să întoarcă bombardierele pentru a preveni o apocalipsă nucleară
- 1965: Alphaville, un film de Jean-Luc Godard
- 1966: Fahrenheit 451 de François Truffaut; Fantastic Voyage;
- 1967: The Power, Quatermass and the Pit - Five Million Years to Earth;
- 1968: Night of the Living Dead, un film de George A. Romero, Planet of the Apes; Barbarella, 2001: A Space Odyssey, un film de Stanley Kubrick.

### Anii 1970-1990
- 1970: Crimes of the Future
- 1971: A Clockwork Orange, un film de Stanley Kubrick, Germenul Andromeda (The Andromeda Strain, Robert Wise), Escape from the Planet of the Apes (Don Taylor) , Silent Running (Douglas Trumbull), THX 1138 (George Lucas)
- 1972: Solaris
- 1973: Hrana verde;  Westworld (Michael Crichton), Adormitul (Woody Allen)
- 1974: Zardoz (John Boorman), Flash Gordon, Dark Star (John Carpenter)
- 1975: Rollerball (Norman Jewison)
- 1976: King Kong, Logan's Run (Michael Anderson), The Man Who Fell to Earth (Nicholas Roeg)
- 1977: Star Wars Episode IV: A New Hope (George Lucas), Close Encounters of the Third Kind  (Steven Spielberg), Capricorn One (Peter Hyams)
- 1978: Superman
- 1979: Alien (Ridley Scott), Star Trek: Filmul (Robert Wise), Stalker (Andrei Tarkovsky), Mad Max (George Miller)
- 1985: Brazil, Back to the Future
- 1986: The Fly

### Anii 1990-2000
- 1990: Hardware, Total Recall,  Back to future III
- 1991: Star Trek VI: The Undiscovered Country, Knight Rider 2000, Terminator 2: Judgment Day
- 1992: Alien³, Universal Soldier
- 1993: Jurassic Park
- 1994: Star Trek: Generations, Timecop, Stargate
- 1995: Twelve Monkeys, Strange Days, Waterworld, Ghost in the Shell
- 1996: Star Trek: First Contact, Mars Attacks!, Independence day
- 1997: Gattaca, The Fifth Element, Nirvana, Contact, Starship Troopers, Men in Black, Cube, Alien: Ressurection
- 1998: Deep Impact, Star Trek: Insurrection, The Truman Show, Dark City
- 1999: Star Wars Episode I: The Phantom Menace, Matrix, eXistenZ,  The Bicentennial Man

### Anii 2000-prezent
- 2000: Mission to Mars, X-Men, Galaxy Quest, Red Planet, Pitch Black, Titan A.E., Battlefield Earth
- 2001: Lara Croft: Tomb Raider, Planeta maimuțelor, A.I.: Artificial Intelligence
- 2002: Raport Special, Equilibrium, Solaris, Signs, Star Wars Episodul II - Atacul clonelor, The Time Machine, Final Fantasy, Cube 2: Hypercube
- 2003: Paycheck, 28 Days Later,  Equilibrium, X2, Matrix Reloaded, Matrix Revolutions
- 2004: The Chronicles of Riddick, Van Helsing, Alien vs. Predator, I, Robot, Primer, The Manchurian Candidate
- 2005: A Sound of Thunder, Star Wars Episode III: Revenge of the Sith, Constantine, Batman Begins, War of the Worlds, Serenity, Eternal Sunshine of the Spotless Mind
- 2006: Copiii tatălui, Superman Returns, V for Vendetta, Aeon Flux, X-Men 3: The Last Stand, Viziuni întunecate, X-Men: The Last Stand
- 2007: Aliens vs. Predator: Requiem, I Am Legend, Transformers, Spider-Man 3, Fantastic Four: Rise of the Silver Surfer, The Man from Earth
- 2008: Journey to the Center of the Earth 3D, The Mummy: Tomb of the Dragon Emperor, Jumper, Wall-E, Iron Man (Omul de Oțel), The Incredible Hulk, Cloverfield, X-Files 2, The Day the Earth Stood Still
- 2009: District 9, Transformers: Revenge of the Fallen, Terminator Salvation: The Future Begins, Knowing, Watchmen, G.I. Joe: The Rise of Cobra, Avatar, Pandorum
- 2010: Predators, Cartea lui Eli, Tron: Legacy, Quantum Apocalypse, Daybreakers
- 2011: Another Earth, Apollo 18, Cowboys & Aliens, Numărul patru, În timp, Melancholia, Pumni de oțel, The Darkest Hour
- 2012: Battleship, Chronicles of Riddick: Dead Man Stalking, Prometheus, Total Recall

## Seriale științifico-fantastice în România[3]
În 1990, televiziunea publică a început difuzarea săptămânală a emisiunii Știință și Imaginație. Emisiunea a debutat, în cadrul programului de divertisment duminical Videomagazin și avea ca prezentatori pe Mihai Bădescu și Alexandru Mironov. Cei doi se ocupau inițial de prezentarea cărților și revistelor științifico-fantastice dar și de evenimentele din viața comunității de fani de la noi. La început, timpul alocat emisiunii era de numai 10 minute însă, din toamna aceluiași an, el a crescut prin includerea unui episod din serialul Zona Crepusculară, urmat, în anul următor, de Captain Power și câteva filme artistice (Băiatul și Câinele, Cyborg 2087 etc.)
În martie 1992, a început să fie difuzat The Ray Bradbury Theater, o antologie televizată (1985-1992), bazată pe povestirile scriitorului Ray Bradbury. În toamna 1993, Știință și Imaginație s-a transformat în Serial SF, o emisiune de sine stătătoare cu o durată de o oră, în cadrul căreia a început difuzarea, pentru prima oară în România, a serialului de succes Star Trek: Generația următoare. În scurt timp, el a devenit cel mai important serial săptămânal. În același timp, în 1994, postul Tele 7abc a contribuit și el la conturarea fenomenului SF prin difuzarea serialul Star Trek: Seria originală. Curând, acestora li s-a alăturat și Star Trek: Seria animată, tot pe Tele 7abc.
În toamna 1996, emisiunea Serial SF a mai găzduit o antologie video după cea a lui Ray Bradbury: „Bine ați venit în pavilionul cu maimuțe”, o ecranizare după Kurt Vonnegut. Apoi a început difuzarea celei de-a treia serii Star Trek de succes: Deep Space 9, în care 5-10% din fiecare episod e constituit din elemente de grafică pe computer.
Tot în cursul anului 1996, după experiența Tele 7abc, o altă televiziune comercială, Pro TV, care și-a asumat sarcina de a aduce cât mai multe seriale SF pe micile ecrane, a difuzat serialul Seaquest DSV, produs de compania Amblin a lui Steven Spielberg, apoi Dosarele X. Deși cu greu poate fi încadrat în genul SF, Dosarele X a acumulat o popularitate remarcabilă ajungând, asemenea Star Trek, un fenomen și un serial-cult triumfător. Spre deosebire de Star Trek însă, Dosarele X se baza pe devalorizarea științei și pe valorizarea paranormalului. În plin succes al Dosarelor X, compania producătoare, Fox, a demarat proiectul unui serial asemănător, Millenium, pe care Pro TV s-a și grăbit să-l aducă pe ecranele noastre. Fără să se ocupe prea mult de fenomene inexplicabile, Millenium rămâne un serial sumbru și neliniștitor.

## Teme, imagini și elemente vizuale

### Forme de viață extraterestră
Conceptul de viață, în special viața extraterestră inteligentă, este foarte popular în filmele științifico-fantastice.
În primele filme adesea sunt utilizate forme de viață extraterestră ca o amenințare sau ca un pericol la adresa rasei umane, în cazul în care invadatorii fictivi au avut ca baza de inspiratie amenințările reale militare sau politice de pe Pământ. În filmele ulterioare încep să apară și forme de viață extraterestră cu comportament pașnic sau benefic pentru natură, de exemplu în filmele Escape to Witch Mountain (1975),  E.T. the Extra-Terrestrial,  Koi Mil Gaya sau  Close Encounters of the Third Kind.
Extratereștrii în filmele contemporane sunt încă deseori descriși ca ostili: Alien (1979), Predator (1987).

### Cataclisme
O temă frecventă în rândul filmelor științifico-fantastice este aceea de a prezenta catastrofe iminente sau actuale, dar la o scară epică.
Filmele cu catastrofe de obicei se încadrează în următoarele categorii generale:
- Invazie extraterestră - extratereștrii ostili ajung în contact cu umanitatea și încercă să o înlocuiască. Ei sunt fie o majoritate covârșitoare și foarte puternici sau foarte infiltrați în rândul oamenilor. Exemple tipice includ: War of the Worlds (1953) și Invasion of the Body Snatchers (1956).

- Catastrofe de mediu - cum ar fi schimbările climatice majore, sau o ciocnire cu un asteroid sau o cometă. Filme care prezintă această temă: Soylent Green (1973) și Waterworld (1995).

- Omul înlocuit de tehnologie - de obicei sub forma unui program avansat de computer, roboți sau cyborgi, modificări genetice. Printre filmele din această categorie amintim: Terminator (1984) sau  The Matrix (1999).

- Războiul nuclear - prezintă scenarii apocaliptice despre supraviețuitorii unor conflicte armate globale cu bombe nucleare. Exemple de filme: Dr. Strangelove (1964), Planet of the Apes (1968), A Boy and His Dog (1975) și Mad Max (1979),.

- Pandemie - o boală extrem de letală, de multe ori creată chiar de om, amenință sau distruge majoritatea umanității într-o epidemie de proporții. Acest subiect a fost tratat în filme cum ar fi: Andromeda Strain (1971), Omega Man (1971) și Twelve Monkeys  (1995).

### Roboți
În primele filme, roboții erau de obicei interpretați de un actor uman îmbrăcat într-o cutie metalică, după cum se poate observa în filmul The Phantom Empire, cu toate că robotul de sex feminin din Metropolis este o excepție.
O temă populară în filmul științifico-fantastic este întrebarea dacă nu cumva roboții vor înlocui oamenii într-o zi,  întrebare ridicată în  filmul ecranizat după  Isaac Asimov: Eu, robotul.
Altă temă populară este dacă roboții inteligenți ar putea dezvolta o conștiință și o motivație să preia controlul sau să distrugă rasa umană (vezi seria Terminator).

### Inteligență artificială
- Matrix

### Călătorii în timp
- Back to the Future
- The Time Machine
- Donnie Darko
- The Butterfly Effect
- Iceman (1984) prezintă povestea reanimării unui Neanderthal congelat
- Freejack (1992)
- Doctor Who (1963-prezent)

### Controlul mințiiși Schimbarea de identitate
- Blade Runner
- RoboCop
- Total Recall
- A Clockwork Orange
- The Manchurian Candidate
- Paycheck
- Eternal Sunshine of the Spotless Mind